# Уильямс, Сонни Билл
Сонни Уильям «Сонни Билл» Уильямс (англ. Sonny William 'Sonny Bill' Williams; род. 3 августа 1985 года в Окленде) — новозеландский регбист, выступавший в регби-15, регби-13 и регби-7, а также профессиональный боксёр. Он является обладателем многочисленных командных и индивидуальных наград и званий.
Среди профессионалов чемпион Новой Зеландии по боксу (2012) в тяжёлом весе.

## Выступление в регби-7
Сонни Уильямс дебютировал за сборную Новой Зеландии по регби-7 в рамках этапа Мировой серии 2015/2016 в Веллингтоне.
Уильямс был включён в состав сборной на Олимпийские Игры 2016 в Рио-де-Жанейро. Однако 9 августа, в первом же матче против сборной Японии Сонни Билл Уильямс повредил ахиллесово сухожилие и был заменён, а новозеландцы выбыли в четвертьфинале турнира.

## Боксёрская карьера
По словам Уильямса, начало его карьеры в качестве профессионального боксёра позволило ему стать более сильным спортсменом, в котором команда может быть уверена. В 2009 году он провёл свой первый бой. По состоянию на 2025 год в активе Уильямса одинадцать боёв, девять из них он выиграл (в том числе четыре нокаутом). Среди побед есть известные в боксе имена: бывший чемпион по версии IBF Франс Бота и опытнейший Чонси Велливер с 75 боями. 
В ноябре 2022 года проиграл техническим нокаутом в четвртом раунде известному экс-бойцу PRIDE и UFC Марку Ханту. На момент остановки вёл на картах всех трех судей: дважды 30-27 и 29-28.
В последнем бою состоявшимся в июле 2025 года вновь проиграл раздельным решением (SD 8) судей Полу Галлену (15-2).

## Личная жизнь
Его отец родом из Самоа. Его мать — белая новозеландка. Уильямс принял Ислам  в 2008 году, заявив, что он нашёл свою веру во Франции во время игры за «Тулон». Он является первым мусульманином, который выступал за «All Blacks». Младшая сестра Ниалл — регбистка, серебряный призёр Олимпиады-2016 по регби-7.
Во время празднования победы на чемпионате мира 2015 года Сонни подарил свою золотую медаль одному из болельщиков, который выбежал на стадион с трибун и был опрокинут стюардом на газон.